# Stripfiguur
Een stripfiguur of strippersonage is een personage dat optreedt in een stripverhaal.
Dit hoeft niet altijd een fictief figuur te zijn, zoals het optreden van Julius Caesar in Asterix bewijst. Daarnaast is bijvoorbeeld Sjef van Oekel een stripfiguur die gebaseerd is op een tastbaar, doch fictief, karakter. Verschillende stripfiguren komen ook voor in tekenfilms of worden nagespeeld in speelfilms.
Een stripfiguur wordt soms ook wel stripheld genoemd. Daarbij kan het ook gaan om een antiheld, zoals bij Charlie Brown en Guust Flater.